# 愛新覚羅啓驤
愛新覚羅 啓驤（あいしんかくら けいじょう、1935年 - ）は、中華人民共和国の書家。字は滕伯。北平市（現：北京市）出身、北京建築工程学院、北京城市建設学院卒業。中国書法家協会会員、北京文史研究館館員、北京市対外友好協会理事。

## 略歴
1935年、北平に生まれる。遠祖は雍正帝。祖父の毓逖は芸術家。族兄は啓功。以後、北京建築大学、北京城市建設学院に卒業。
1989年、日本を訪問。
1997年、北京建築工程学院兼職教授に就任。
1998年に啓驤は北京市文史研究館の館員に任命された。1998年4月14日から4月19日まで、啓驤は中国美術館で書道展覧会を開催した。
2007年、啓驤は中国中央電視台中国語国際チャンネルの『百家講壇』に参加して、『啓驤講書道』を述べた。

## 家族
雍正帝胤禛→五子和親王弘昼→一子永璧→二子綿循→三子奕亨→四子載容→溥綬→毓逖→恒昶→啓驤

## 著書
- 『啓驤書芸集』
- 『啓驤味辛書芸集』
- 『愛新覚羅啓驤書金剛班若波羅蜜経』
- 『啓驤講書道』